# Åke Holmquist

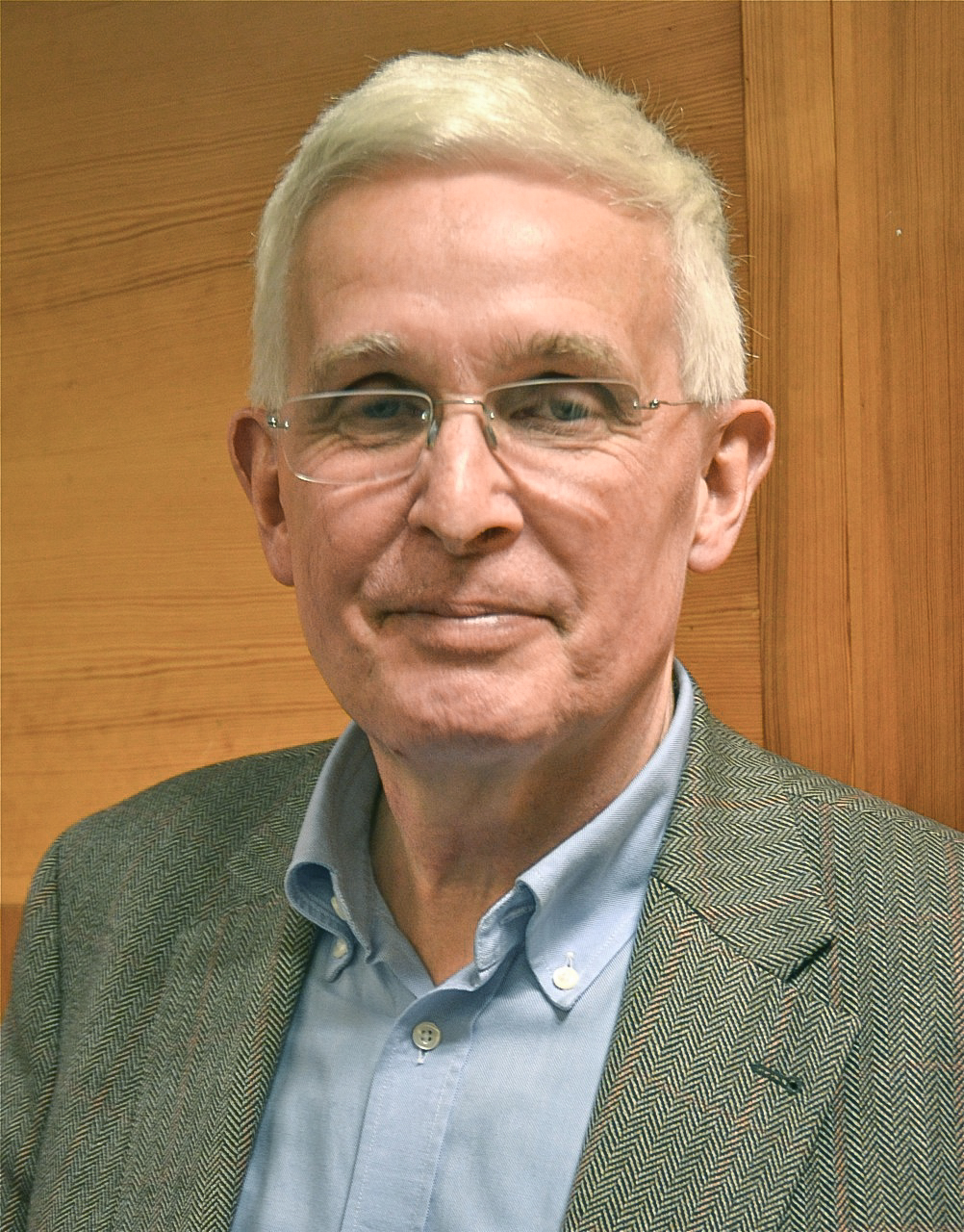
Åke Holmquist på ABF i Stockholm 17 okt 2011.

Åke Holmquist, född 2 augusti 1943, är en svensk konstnärlig chef, musikadministratör, musiker (pianist) och författare. 

## Utbildning och karriär
Holmquist är utbildad i Stockholm och Wien samt är filosofie doktor i modern historia. Holmquist innehade olika befattningar vid Rikskonserter 1971–1986 och var där 1980-1986 konstnärlig chef (programdirektör). Åren 1986–1999 var han vd och konstnärlig chef vid Stockholms konserthusstiftelse/Kungliga Filharmoniska Orkestern i Stockholm och tog initiativet till årligen återkommande tonsättarfestivaler. Han var vice preses i Kungliga Musikaliska Akademien 1998–2001 och dess ständige sekreterare 2001–2010. 

## Författarskap
Efter en militärhistorisk doktorsavhandling (Flottans beredskap 1938–1940, Stockholm 1972) har han bland annat utgivit Från signalgivning till regionmusik (1974) och en uppmärksammad biografi om Ludwig van Beethoven (2011) och 2021 Beethoven, den användbare titanen. Holmquist är även föredragshållare och har bland annat författat programböcker om Beethovens pianosonater, symfonier och stråkkvartetter.
Åke Holmquist var Beethovenspecialist redan i tonåren, då han 1961 vann i frågetävlingen ”Tiotusenkronorsfrågan" i TV. 

## Ledamotskap och förtroendeuppdrag
Tidigare ledamotskap och förtroendeuppdrag:
- Ordförande i styrelsen för Edsbergs musikinstitut
- Ordförande för Kungliga Musikhögskolan i Stockholm
- Ledamot styrelsen för Statens Musiksamlingar
- Ledamot av Musica Baltica
- Ledamot av International Society of Performing Arts
- Ledamot av European Concert Hall Organization
- Ordförande i styrelsen och prisnämnden för Polar Music Prize

## Ledamotskap
Holmquist är sedan 1994 ledamot av Kungliga Musikaliska Akademien och Kungl. Örlogsmannasällskapet. Han är hedersledamot i Föreningen Svenska Tonsättare.

## Priser och utmärkelser
- 1994 – H M Konungens medalj 8:e storleken i Serafimerordens band
- 1999 – Kungliga Patriotiska Sällskapets medalj i guld
- 2011 – Stipendiefonden Albert Bonniers 100-årsminne[3]
- 2011 – Tidningen Expressens pris Spelmannen

2011 Hedersledamot Föreningen svenska tonsättare
- 2012 – Svenska Akademiens Axel Hirschs pris
- 2013 – Samfundet De Nio: Anders och Veronica Öhmans pris
- 2014 – Medaljen för tonkonstens främjande